# Chung Quân (nhà Hán)
Chung Quân (chữ Hán: 终军, ? – 112 TCN), tự Tử Vân, người quận Tế Nam , nhà văn, nhà ngoại giao, quan viên đời Tây Hán. Ông tham gia sứ đoàn đến Nam Việt, bị tể tướng Lữ Gia sát hại.

## Tiểu sử
Quân từ nhỏ hiếu học, nhờ biện luận và thuộc văn mà nổi tiếng ở trong quận. Lên 18 tuổi, Quân được chọn làm Bác sĩ đệ tử . Quân đến phủ của thái thú để nhận giấy thông hành về kinh, thái thú nghe tiếng ông có tài lạ, triệu kiến Quân, rất lấy làm kỳ, cùng ông kết giao. Quân chào thái thú mà đi, đến Trường An dâng thư nghị luận quốc sự. Hán Vũ đế đọc văn của Quân thì lấy làm lạ, cho ông làm Yết giả Cấp sự trung. Quân được cầm cờ tiết, làm sứ giả đến các nước quận, ghi chép nhưng điều trông thấy, sau khi quay về thì dâng lên, Vũ đế rất hài lòng.
Năm 122 TCN , Quân theo Vũ đế ghé Ung Châu tế Ngũ Chí , bắt được lân trắng, 1 sừng 5 móng. Bấy giờ người ta còn tìm được một cây gỗ lạ, trên thân mọc cành, đầu cành cắm trở lại thân. Vũ đế lấy làm lạ, hỏi khắp quần thần; Quân dâng lên Bạch lân kỳ mộc đối (白麟奇木对), đáp rằng đây là điềm lành bởi bốn phương quy phục, quốc thái dân an. Vũ đế lấy làm lạ, vì vậy đổi niên hiệu là Nguyên Thú. Vài tháng sau, thủ lĩnh ở đất Việt là Cố Quy Nghĩa Việt hầu, Nghiêm Giáp và ở Hung Nô là Côn Tà vương đưa bộ tộc đến hàng, đương thời đều cho là Quân nói trúng .
Trong niên hiệu Nguyên Đỉnh (116 TCN – 111 TCN), bác sĩ Từ Yển tuần thị phong tục các nơi, giả thác chiếu mệnh, cho phép hai nước quận Giao Đông , Lỗ  sản xuất muối, sắt. Yển trở về, tâu lại việc ấy, được dời làm Thái Thường thừa. Ngự sử đại phu Trương Thang hặc Yển, khép tội chết. Yển biện bạch, Thang không phản bác được; Vũ đế ủng hộ Thang, bèn sai Quân cật vấn Yển. Quân bẻ gãy tất cả lý lẽ của Yển, khiến ông ta đuối lý mà nhận tội. Quân nhân đó đòi giao Yển cho ngự sử luận tội, Vũ đế đồng ý. Vũ đế khen ngợi những lời cật vấn của Quân, giáng chiếu lấy ông làm Ngự sử đại phu.
Đương lúc triều đình phái sứ giả đi Hung Nô, Quân tự xin rằng: "Quân chưa có công lao gì đáng kể , được xếp làm Túc vệ, ăn lộc 5 năm. Biên cảnh vào lúc có cảnh báo chiến sự, thần nên mặc giáp cầm giáo, đón tên đạn, làm tiền phong. Tư chất kém cỏi không quen việc nhà binh, nay nghe sắp sai sứ giả đi Hung Nô, thần nguyện dốc hết tinh lực, giúp đỡ sứ giả, trình bày lành – dữ cho Thiền vu của Hung Nô. Thần tuổi trẻ tài hèn, ra ngoài làm quan, không đủ để đảm đương một phương, riêng không chịu nổi phiền muộn." Vũ đế giáng chiếu hỏi Quân trình bày lành – dữ như thế nào, sau khi nghe ông trả lời thì lấy làm lạ, cất nhắc ông làm Gián đại phu.
Năm Nguyên Đỉnh thứ 4 (113 TCN) , Vũ đế sai sứ đi Nam Việt, nhằm thuyết phục Triệu Ai vương vào chầu, chấp nhận nội phụ nhà Hán. Quân lại xin làm sứ giả, được tham gia sứ đoàn đến Nam Việt. Ban đầu Cù vương thái hậu đồng ý (Ai vương mới lên 5 tuổi), nhưng tể tướng Lữ Gia không phục; sang năm (112 TCN) , Gia phát động binh biến giết chết Ai vương và Cù vương thái hậu, đồng thời sát hại toàn bộ sứ đoàn. Bấy giờ Quân mới ngoài 20 tuổi, nên người đời gọi ông là Chung Đồng.

## Điển cố
- Khí Nhu sanh (弃繻生, học trò bỏ Nhu [10]): ý nói người trẻ tuổi có chí lớn.
Nguồn gốc: Sử cũ chép, vào lúc Quân từ Tế Nam vào kinh đô theo học Bác sĩ, đi ra cửa Hàm Cốc, viên lại ở đấy đưa cho ông một tấm Nhu, Quân hỏi thứ này để làm gì, được giải thích là để khớp thẻ khi quay về, ông nói: "Đại trượng phu sang tây, trọn đời không quay lại." Rồi ném tấm Nhu mà đi. Sau đó Quân làm Yết giả, đi sứ các nước quận ở phía đông, trở vào cửa Hàm Cốc, viên lại ở đấy lập tức nhận ra, nói: "Sứ giả này là anh học trò bỏ Nhu ngày trước."
- Vạn lý đồng phong (万里同风, muôn dặm cùng phong tục): ý nói thiên hạ thống nhất.
Nguồn gốc: Sử cũ chép, Bác sĩ Từ Yển tuần thị phong tục các nơi, giả thác chiếu mệnh, cho phép hai nước quận Giao Đông, Lỗ sản xuất muối, sắt. Ngự sử đại phu Trương Thang hặc Yển giả thác chiếu mệnh là mối hại lớn, tội đáng chết [11]. Yển cho rằng theo nghĩa lý đời Xuân Thu, đại phu ra nước ngoài công cán, cần phải quan tâm những việc an định xã tắc, bảo vệ muôn dân, nên được phép độc đoán thi hành [12]. Thang kiên trì thực thi pháp luật, nhưng không thể bác bỏ luận điệu của Yển. Vũ đế bèn giáng chiếu sai Quân cật vấn Yển; ông nói: "Khi xưa lề thói các nước chư hầu khác biệt, trăm dặm không thông tin tức, khi có sự việc sính – hội [13], tình thế an – nguy, hít vào thở ra thì đã thay đổi, nên mới cho phép không nhận mệnh mà làm theo ý mình; nay thiên hạ là một, muôn dặm cùng phong tục, nên đời Xuân Thu có câu ‘vương giả vô ngoại’ [14]. Yển tuần thị bên trong biên giới, nói rằng ra nước ngoài sao được? Còn muối – sắt, quận có thừa mứa, cho dù 2 nước bỏ phế, nước nhà cũng không ảnh hưởng gì, mà lấy ‘an định xã tắc, bảo vệ muôn dân’ làm lý do, sao được?" Lại cật vấn Yển rằng: "Giao Đông nam gần Lang Da, bắc kề Bắc Hải [15], nước Lỗ tây dựa Thái Sơn, đông có Đông Hải [16], nhận muối – sắt những nơi ấy. Yển đã tính toán nhân khẩu và ruộng đất của 4 quận, tổng kết ra số lượng vật dụng và muối ăn của họ, mà biết không đủ cung cấp cho 2 quận hay sao? Theo tình hình là có thừa, thì quan lại không làm việc à? Sao lại nói vậy? Yển giả thác chiếu mệnh mà đúc luyện, muốn kịp vụ mùa xuân cấp cho dân dụng cụ đấy. Nay việc đúc luyện của nước Lỗ, cần phải sắp xếp trước vật liệu, đến mùa thu mới có thể nổi lửa. Lời này với sự thật trái ngược, không phải sao? Yển từ trước đã 3 lần tấu, không có chiếu, không trả lời tức là không đồng ý, nhưng lại giả thác bày ra oai phúc, để lấy lòng dân, cầu danh lấy dự, đây là điều bậc thánh sáng suốt ắt phán tội chết. "Khom mình một thước, đứng thẳng tám thước", Mạnh tử nói rõ việc ấy là không thể [17]; nay tội đã phạm là nặng, việc đã nên thì nhỏ, Yển tự biết ắt chết nhưng vẫn làm ư? Mong sao không bị kết tội chết, muốn nhờ đó mà nổi tiếng chăng?" Yển đuối lý, đành thừa nhận tội trạng.
- Thỉnh anh (请缨, xin dây tơ [18]): ý nói thỉnh cầu được đảm nhiệm trọng trách.
Nguồn gốc: Sử cũ chép, Quân tự xin: "Nguyện xin dây tơ, ắt trói Nam Việt vương mà đặt dưới cửa khuyết."
- Vô lộ thỉnh anh (无路请缨): ý nói không cơ hội ra sức vì nước.
Nguồn gốc: Đằng Vương các tự của Vương Bột có câu: 无路请缨, 等终军之弱冠/Vô lộ thỉnh anh, đẳng Chung Quân chi nhược quan/Không có đường xin dải dây dài, như tuổi niên thiếu của Chung Quân (Trần Trọng San dịch).

## Trước tác
Ngoài Bạch lân kỳ mộc đối, sử cũ cho biết trước tác của Quân có 8 thiên văn chương , ngày nay không còn đầy đủ. Mã Quốc Hàn (马国翰) trong tác phẩm Ngọc Hàm sơn phòng tập dật thư (玉函山房辑佚书, xem tại đây) tìm lại được 4 thiên.